# تيرنا ديفيدسون
تيرنا ديفيدسون (مواليد 19 سبتمبر 1998) هي لاعبة كرة قدم أمريكية تلعب في مركز المدافع في نادي شيكاغو رد ستارز.

## روابط خارجية
- تيرنا ديفيدسون على موقع الاتحاد الدولي (مؤرشف)  (الإنجليزية)
- تيرنا ديفيدسون على موقع قاعدة بيانات كرة القدم.إي يو (الإنجليزية)
- تيرنا ديفيدسون على موقع Soccerway.com (الإنجليزية)
- تيرنا ديفيدسون على موقع عالم كرة القدم.نت (الإنجليزية)
- تيرنا ديفيدسون على موقع اللجنة الأولمبية الدولية (الإنجليزية)
- تيرنا ديفيدسون على موقع أوليمبيديا (الإنجليزية)